# Béatrice Thomas
Béatrice Thomas (Poitiers, 7 de juliol de 1981) va ser una ciclista francesa que fou professional del 2003 al 2010.

## Palmarès
- 1999
  - 1a al Premi de la Vila del Mont Pujols
- 2000
  - Vencedora d'una etapa al Tour de l'Alta Viena
- 2001
  - 1a al Tour de l'Alta Viena
- 2002
  -  Campiona de França sub-23 en ruta
- 2003
  - Vencedora d'una etapa al Tour de l'Alta Viena
- 2004
  - 1a al Tour del Charente Marítim i vencedora d'una etapa
  - Vencedora d'una etapa al Tour de l'Ardecha
- 2005
  - Vencedora d'una etapa al Tour del Charente Marítim
  - Vencedora d'una etapa al Tour de la Drôme
- 2006
  - 1a al Tour de la Drôme i vencedora d'una etapa
- 2008
  - 1a al Premi de la Vila del Mont Pujols
  - 1a al Ladies Berry Classic’s Cher
- 2009
  - Vencedora d'una etapa al Trofeu d'Or